# Else Holmelund Minarik
Else Holmelund Minarik (nombre de soltera, Holmelund; Fredericia, 13 de septiembre de 1920-12 de julio de 2012) fue una escritora estadounidense de origen danés, que escribió más de 40 libros para niños. Fue conocida principalmente por su colección de libros de Osito. Minarik fue famosa por otro libro conocido No Fighting, No Biting!

## Biografía
Minarik emigró a los Estados Unidos procedente de Dinamarca cuando tenía cuatro años junto a su familia. En 1940, Else se casó con Walter Minarik, que moriría en 1963. Después de graduarse en Queens College (1942), fue periodista en el Daily Sentinel de Rome (Nueva York) durante la Segunda Guerra Mundial. Vivió en Long Island, donde primero fue contratada como profesora de primaria. Posteriormente, se iría a vivir a West Nottingham (New Hampshire). Minarik se casó con su segundo esposo, el reputado periodista Homer Bigart en 1970. A su muerte en 1991, se trasladaría a Sunset Beach., donde continuaría su trabajo como escritora. El último libro de Minarik, Little Bear and the Marco Polo, fue publicado en 2010. Después de haber sufrico un atauqe al corazón, murió en su casa el 12 de julio de 2012.

## Obras
- Little Bear series (illustrated by Maurice Sendak, except for the last entry):

1. Little Bear (1957)
2. Father Bear Comes Home (1959)
3. Little Bear's Friend (1960)
4. Little Bear's Visit (1961)
5. A Kiss for Little Bear (1968)
6. Little Bear and the Marco Polo (2010) – ilustraciones de Dorothy Doubleday[2]

- No Fighting, No Biting! (1958) – ilustraciones de Maurice Sendak
- Cat and Dog (1960) – ilustraciones de Fritz Siebel
- The Little Giant Girl and Elf Boy (1963) – ilustraciones de Garth Williams
- Percy and the Five Houses (1989) – ilustraciones de James Stevenson